# Ammochóri
Ammochóri (Ammochori, Pesonitsa, Pesosnitsa) är en ort i Grekland.   Den ligger i prefekturen Nomós Florínis och regionen Västra Makedonien, i den norra delen av landet, 400 km nordväst om huvudstaden Aten. Ammochóri ligger 634 meter över havet och antalet invånare är 1 250.
Terrängen runt Ammochóri är platt åt nordost, men åt sydväst är den kuperad.Runt Ammochóri är det ganska glesbefolkat, med 25 invånare per kvadratkilometer. Närmaste större samhälle är Florina, 6,3 km väster om Ammochóri. Trakten runt Ammochóri består till största delen av jordbruksmark.